# Пукао (підводний вулкан)
Пукао — підводний вулкан, найзахідніший у пасмі підводних гір Пасхи або хребті Сала-і-Гомес. На сході знаходяться Моаї (підводна гора), а далі острів Пасхи. Вулкан Пукао підіймається на 2500 м від дна океану, але не досягає кількох сотень метрів до поверхні. Він є досить молодим і, як вважають, розвинувся протягом останніх кількох сотень тисяч років, коли плита Наска проходить над гарячою точкою Пасхи.

## Дивіться також
- Острів Пасхи
- Сала-і-Гомес